# Allenatori vincitori della UEFA Champions League

## Vincitori per anno
| Anno | Nome                | Club                | Note   |
| ---- | ------------------- | ------------------- | ------ |
| 1956 | José Villalonga     | Real Madrid         | [ 1 ]  |
| 1957 | José Villalonga     | Real Madrid         | [ 1 ]  |
| 1958 | Luis Carniglia      | Real Madrid         | [ 1 ]  |
| 1959 | Luis Carniglia      | Real Madrid         | [ 1 ]  |
| 1960 | Miguel Muñoz        | Real Madrid         | [ 1 ]  |
| 1961 | Béla Guttmann       | Benfica             | [ 1 ]  |
| 1962 | Béla Guttmann       | Benfica             | [ 1 ]  |
| 1963 | Nereo Rocco         | Milan               | [ 1 ]  |
| 1964 | Helenio Herrera     | Inter               | [ 1 ]  |
| 1965 | Helenio Herrera     | Inter               | [ 1 ]  |
| 1966 | Miguel Muñoz        | Real Madrid         | [ 1 ]  |
| 1967 | Jock Stein          | Celtic              | [ 2 ]  |
| 1968 | Matt Busby          | Manchester Utd      | [ 3 ]  |
| 1969 | Nereo Rocco         | Milan               | [ 1 ]  |
| 1970 | Ernst Happel        | Feyenoord           | [ 4 ]  |
| 1971 | Rinus Michels       | Ajax                | [ 5 ]  |
| 1972 | Ștefan Kovács       | Ajax                | [ 1 ]  |
| 1973 | Ștefan Kovács       | Ajax                | [ 1 ]  |
| 1974 | Udo Lattek          | Bayern Monaco       | [ 6 ]  |
| 1975 | Dettmar Cramer      | Bayern Monaco       | [ 1 ]  |
| 1976 | Dettmar Cramer      | Bayern Monaco       | [ 1 ]  |
| 1977 | Bob Paisley         | Liverpool           | [ 1 ]  |
| 1978 | Bob Paisley         | Liverpool           | [ 1 ]  |
| 1979 | Brian Clough        | Nottingham Forest   | [ 1 ]  |
| 1980 | Brian Clough        | Nottingham Forest   | [ 1 ]  |
| 1981 | Bob Paisley         | Liverpool           | [ 1 ]  |
| 1982 | Tony Barton         | Aston Villa         | [ 7 ]  |
| 1983 | Ernst Happel        | Amburgo             | [ 8 ]  |
| 1984 | Joe Fagan           | Liverpool           | [ 9 ]  |
| 1985 | Giovanni Trapattoni | Juventus            | [ 10 ] |
| 1986 | Emerich Jenei       | Steaua Bucarest     | [ 11 ] |
| 1987 | Artur Jorge         | Porto               | [ 12 ] |
| 1988 | Guus Hiddink        | PSV                 | [ 13 ] |
| 1989 | Arrigo Sacchi       | Milan               | [ 1 ]  |
| 1990 | Arrigo Sacchi       | Milan               | [ 1 ]  |
| 1991 | Ljupko Petrović     | Stella Rossa        | [ 14 ] |
| 1992 | Johan Cruijff       | Barcellona          | [ 15 ] |
| 1993 | Raymond Goethals    | Olympique Marsiglia | [ 16 ] |
| 1994 | Fabio Capello       | Milan               | [ 17 ] |
| 1995 | Louis van Gaal      | Ajax                | [ 18 ] |
| 1996 | Marcello Lippi      | Juventus            | [ 19 ] |
| 1997 | Ottmar Hitzfeld     | Borussia Dortmund   | [ 1 ]  |
| 1998 | Jupp Heynckes       | Real Madrid         | [ 20 ] |
| 1999 | Alex Ferguson       | Manchester Utd      | [ 21 ] |
| 2000 | Vicente del Bosque  | Real Madrid         | [ 1 ]  |
| 2001 | Ottmar Hitzfeld     | Bayern Monaco       | [ 1 ]  |
| 2002 | Vicente del Bosque  | Real Madrid         | [ 1 ]  |
| 2003 | Carlo Ancelotti     | Milan               | [ 22 ] |
| 2004 | José Mourinho       | Porto               | [ 23 ] |
| 2005 | Rafael Benítez      | Liverpool           | [ 24 ] |
| 2006 | Frank Rijkaard      | Barcellona          | [ 25 ] |
| 2007 | Carlo Ancelotti     | Milan               | [ 26 ] |
| 2008 | Alex Ferguson       | Manchester Utd      | [ 27 ] |
| 2009 | Pep Guardiola       | Barcellona          | [ 28 ] |
| 2010 | José Mourinho       | Inter               | [ 29 ] |
| 2011 | Pep Guardiola       | Barcellona          | [ 30 ] |
| 2012 | Roberto Di Matteo   | Chelsea             | [ 31 ] |
| 2013 | Jupp Heynckes       | Bayern Monaco       | [ 32 ] |
| 2014 | Carlo Ancelotti     | Real Madrid         | [ 33 ] |
| 2015 | Luis Enrique        | Barcellona          | [ 34 ] |
| 2016 | Zinédine Zidane     | Real Madrid         | [ 35 ] |
| 2017 | Zinédine Zidane     | Real Madrid         | [ 35 ] |
| 2018 | Zinédine Zidane     | Real Madrid         | [ 35 ] |
| 2019 | Jürgen Klopp        | Liverpool           | [ 36 ] |
| 2020 | Hans-Dieter Flick   | Bayern Monaco       |        |
| 2021 | Thomas Tuchel       | Chelsea             |        |
| 2022 | Carlo Ancelotti     | Real Madrid         |        |
| 2023 | Pep Guardiola       | Manchester City     |        |
| 2024 | Carlo Ancelotti     | Real Madrid         |        |
| 2025 | Luis Enrique        | Paris Saint-Germain |        |

## Vincitori per nazionalità
In questa tabella sono elencati i titoli vinti per nazionalità dell'allenatore.
| Nazionalità | Vittorie | Nome |
| ----------- | -------- | --- |
| Italia      | 13       | Carlo Ancelotti (5), Nereo Rocco (2), Arrigo Sacchi (2), Giovanni Trapattoni, Fabio Capello, Marcello Lippi, Roberto Di Matteo |
| Spagna      | 12       | Pep Guardiola (3), José Villalonga (2), Miguel Muñoz (2), Vicente del Bosque (2), Luis Enrique (2), Rafael Benítez             |
| Germania    | 10       | Dettmar Cramer (2), Ottmar Hitzfeld (2), Jupp Heynckes (2), Udo Lattek, Jürgen Klopp, Hans-Dieter Flick, Thomas Tuchel         |
| Inghilterra | 7        | Bob Paisley (3), Brian Clough (2), Tony Barton, Joe Fagan                                                                      |
| Paesi Bassi | 5        | Rinus Michels, Guus Hiddink, Johan Cruijff, Louis van Gaal, Frank Rijkaard                                                     |
| Argentina   | 4        | Luis Carniglia (2), Helenio Herrera (2)                                                                                        |
| Scozia      | 4        | Alex Ferguson (2), Jock Stein, Matt Busby                                                                                      |
| Romania     | 3        | Ștefan Kovács (2), Emerich Jenei                                                                                               |
| Portogallo  | 3        | José Mourinho (2), Artur Jorge                                                                                                 |
| Francia     | 3        | Zinédine Zidane |
| Ungheria    | 2        | Béla Guttmann |
| Austria     | 2        | Ernst Happel |
| Jugoslavia  | 1        | Ljupko Petrović |
| Belgio      | 1        | Raymond Goethals |

## Plurivincitori
In grassetto gli allenatori ancora in attività.
| Posizione | Nome               | Vittorie | Edizioni                     | Club                             |
| --------- | ------------------ | -------- | ---------------------------- | -------------------------------- |
| 1         | Carlo Ancelotti    | 5        | 2003, 2007, 2014, 2022, 2024 | Milan (2), Real Madrid (3)       |
| 2         | Bob Paisley        | 3        | 1977, 1978, 1981             | Liverpool                        |
| 2         | Zinédine Zidane    | 3        | 2016, 2017, 2018             | Real Madrid                      |
| 2         | Pep Guardiola      | 3        | 2009, 2011, 2023             | Barcellona (2), Manchester City  |
| 3         | José Villalonga    | 2        | 1956, 1957                   | Real Madrid                      |
| 3         | Luis Carniglia     | 2        | 1958, 1959                   | Real Madrid                      |
| 3         | Béla Guttmann      | 2        | 1961, 1962                   | Benfica                          |
| 3         | Helenio Herrera    | 2        | 1964, 1965                   | Inter                            |
| 3         | Miguel Muñoz       | 2        | 1960, 1966                   | Real Madrid                      |
| 3         | Nereo Rocco        | 2        | 1963, 1969                   | Milan                            |
| 3         | Ștefan Kovács      | 2        | 1972, 1973                   | Ajax                             |
| 3         | Dettmar Cramer     | 2        | 1975, 1976                   | Bayern Monaco                    |
| 3         | Brian Clough       | 2        | 1979, 1980                   | Nottingham Forest                |
| 3         | Ernst Happel       | 2        | 1970, 1983                   | Feyenoord, Amburgo               |
| 3         | Arrigo Sacchi      | 2        | 1989, 1990                   | Milan                            |
| 3         | Ottmar Hitzfeld    | 2        | 1997, 2001                   | Borussia Dortmund, Bayern Monaco |
| 3         | Vicente del Bosque | 2        | 2000, 2002                   | Real Madrid                      |
| 3         | Alex Ferguson      | 2        | 1999, 2008                   | Manchester Utd                   |
| 3         | José Mourinho      | 2        | 2004, 2010                   | Porto, Inter                     |
| 3         | Jupp Heynckes      | 2        | 1998, 2013                   | Real Madrid, Bayern Monaco       |
| 3         | Luis Enrique       | 2        | 2015, 2025                   | Barcellona, Paris Saint-Germain  |